# Arrowinus

Arrowinus (лат.) — род нелетающих жуков-стафилинид из подсемейства Staphylininae (Staphylinidae), единственный в составе монотипической трибы Arrowinini. 4 вида. Южная Африка.

## Распространение
Афротропика. Эндемики Южной Африки (Восточно-Капская провинция, Квазулу-Натал, Западно-Капская провинция). Обитают в подстилочном слое равнинных и горных лесов.

## Описание
Среднего размера и крупные коротконадкрылые жуки-стафилиниды, длина от 11 до 33 мм. Основная окраска тела от чёрной до коричневой (ноги и усики светлее). Нелетающие, крылья редуцированные до мелких остатков. Голова без отчётливой шейной перетяжки. Фронтоклипеальный шов и инфраорбитальный киль хорошо развиты. Первый сегмент усиков вдвое длиннее чем второй и третий вместе взятые; третий членик длиннее второго, а четвёртый короче, чем третий. Пронотум шире головы. Диск пронотума гладкий. Передний край простернума прямой. Формула лапок 5—5—5. Ноги и коготки лапок сравнительно длинные. Все голени покрыты шиповидными щетинками. Брюшко дорзовентрально сплющенное, почти параллельностороннее. Прототергальные железы на 1-м абдоминальном сегменте. Одна пара паратергитов на VII-м абдоминальном сегменте (на III-VI-м сегментах по две пары). IX-й стернит и эдеагус самцов симметричные.

## Систематика
В ходе ревизии рода (и описания трёх новых видов), проведённого в 2005 году американскими колеоптерологами Алексеем Солодовниковым и Альфредом Ньютоном (Alfred F. Newton; Department of Zoology, Field Museum of Natural History, Чикаго, Иллинойс, США) было доказано, что Arrowinus не принадлежит к подтрибе Quediina трибы Staphylinini (куда он был ранее включён), но образует отдельный и самостоятельный таксон, сестринский ко всем членам трибы Staphylinini, для чего была установлена новая триба Arrowinini. Это один из примитивных и филогенетически изолированных членов подсемейства Staphylininae.
- Arrowinus minutus Solodovnikov and Newton, 2005
- Arrowinus peckorum Solodovnikov and Newton, 2005
- Arrowinus phaenomenalis Bernhauer, 1935
- Arrowinus relictus Solodovnikov and Newton, 2005